# Joop Sjollema
Johan Sybo (Joop) Sjollema (Groningen, 10 december 1900 – Amsterdam, 5 juli 1990) was een Nederlandse illustrator, aquarellist, monumentaal kunstenaar, wandschilder, kunstschilder, glazenier, tekenaar, keramist en boekbandontwerper.
Hij was zoon van Lijdia Johanna Francina van Ankum en chemicus Bouwe Sjollema. Vader was de latere  directeur van het Landbouwproefstation in Groningen en docent aan de Rijks Veeartsenijschool te Utrecht. Joop was tussen 1930 en 1936 getrouwd met danseres Maria Petrelli, die hij ook portretteerde.
Hij maakte landschappen, stadsgezichten, portretten, ex-librissen, affiches, postzegels en boekbanden. Joop Sjollema studeerde aanvankelijk rechten aan de Rijksuniversiteit Utrecht, maar volgde daarna een opleiding aan de Rijksakademie van Beeldende Kunsten in Amsterdam bij Hendrik Jan Wolter. In de jaren 30 ontwierp hij veel affiches, boekomslagen, postzegels en ex-librissen. Na de Tweede Wereldoorlog was hij een veelgevraagd monumentaal kunstenaar en portrettist. 
Omdat hij Henriette Polak-Schwarz kende, heeft Sjollema meegewerkt aan de opbouw van haar kunstcollectie en na haar dood aan de oprichting van het Museum Henriette Polak in Zutphen in 1975. In zijn testament gaf hij het museum de eerste keus uit zijn nalatenschap. Dit museum bezit dan ook een aanzienlijk aantal schilderijen van Sjollema.

## Literatuur

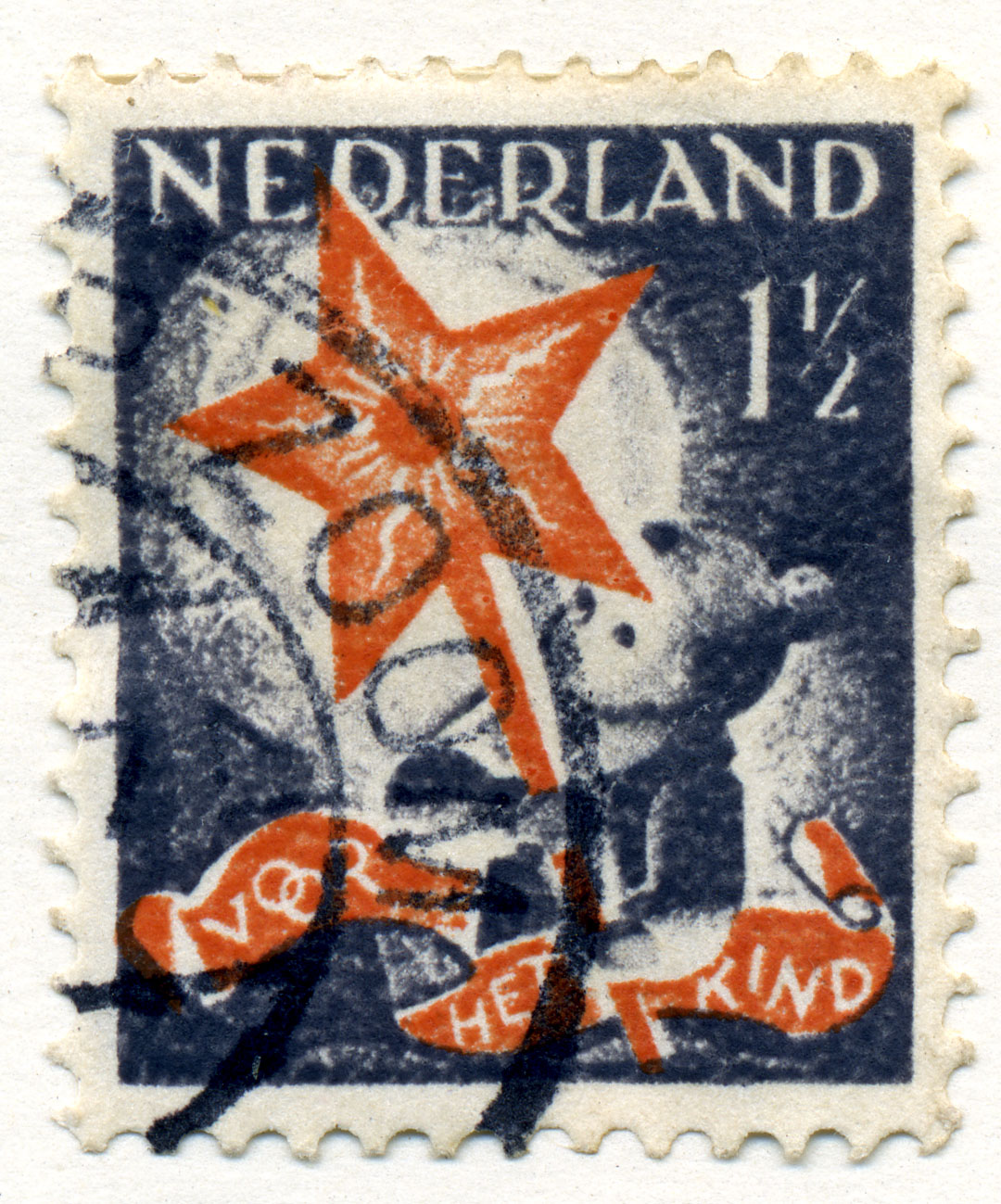
Kinderpostzegel 1933
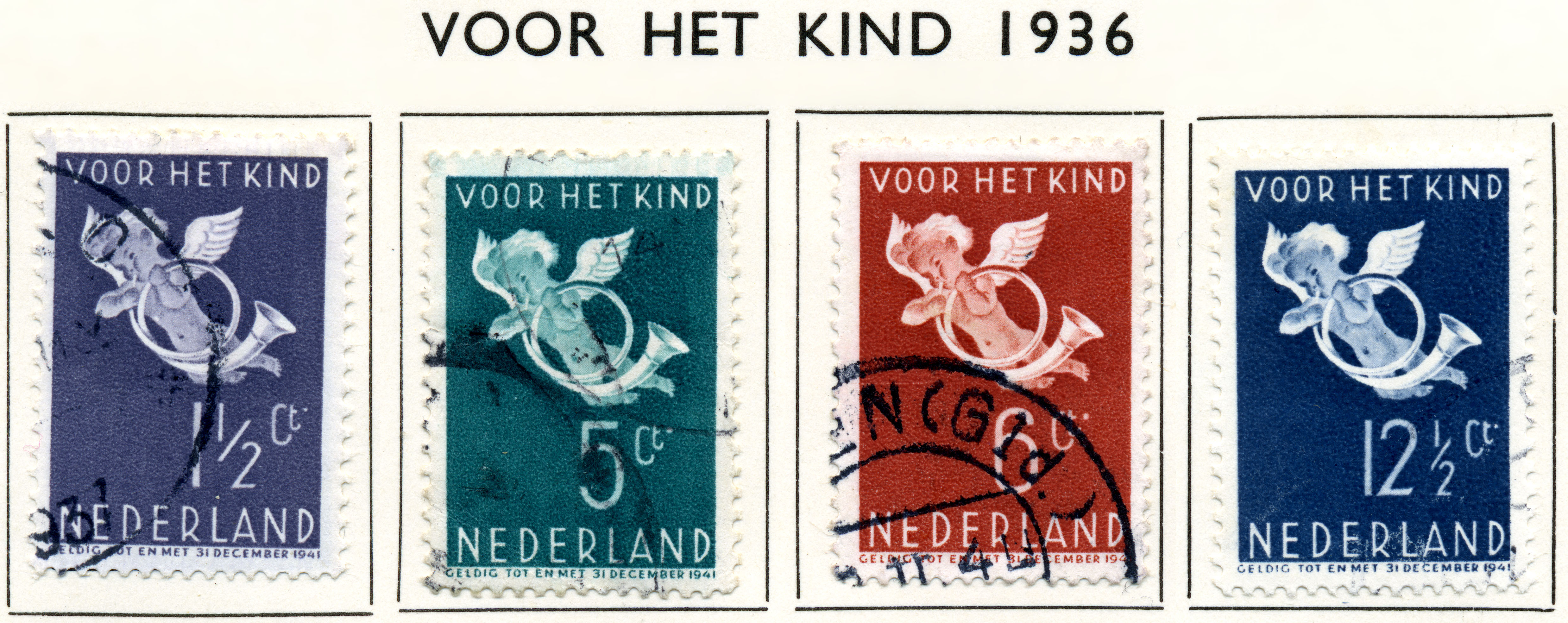
Kinderpostzegels 1936
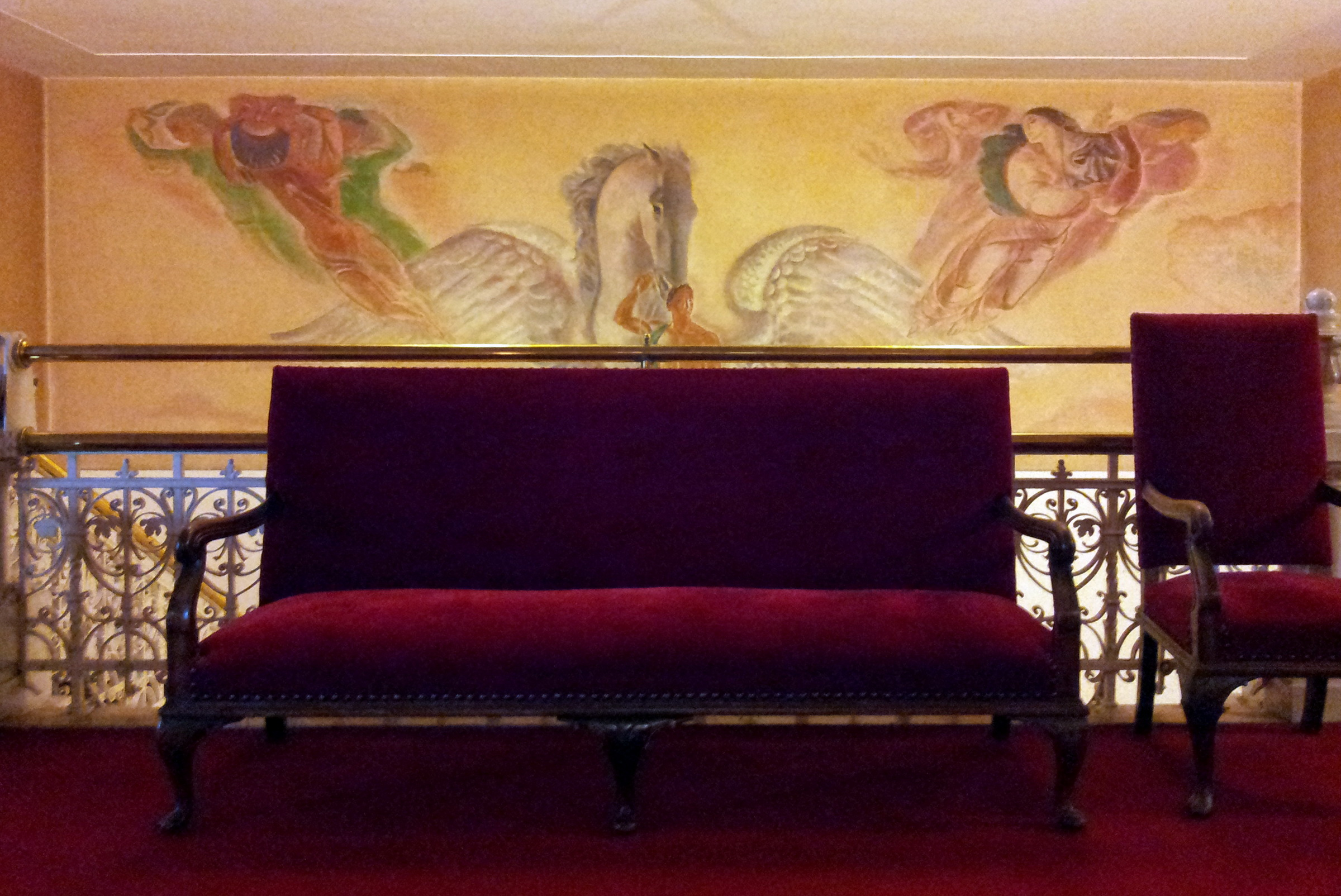
Wandschildering Stadsschouwburg Amsterdam, 1945
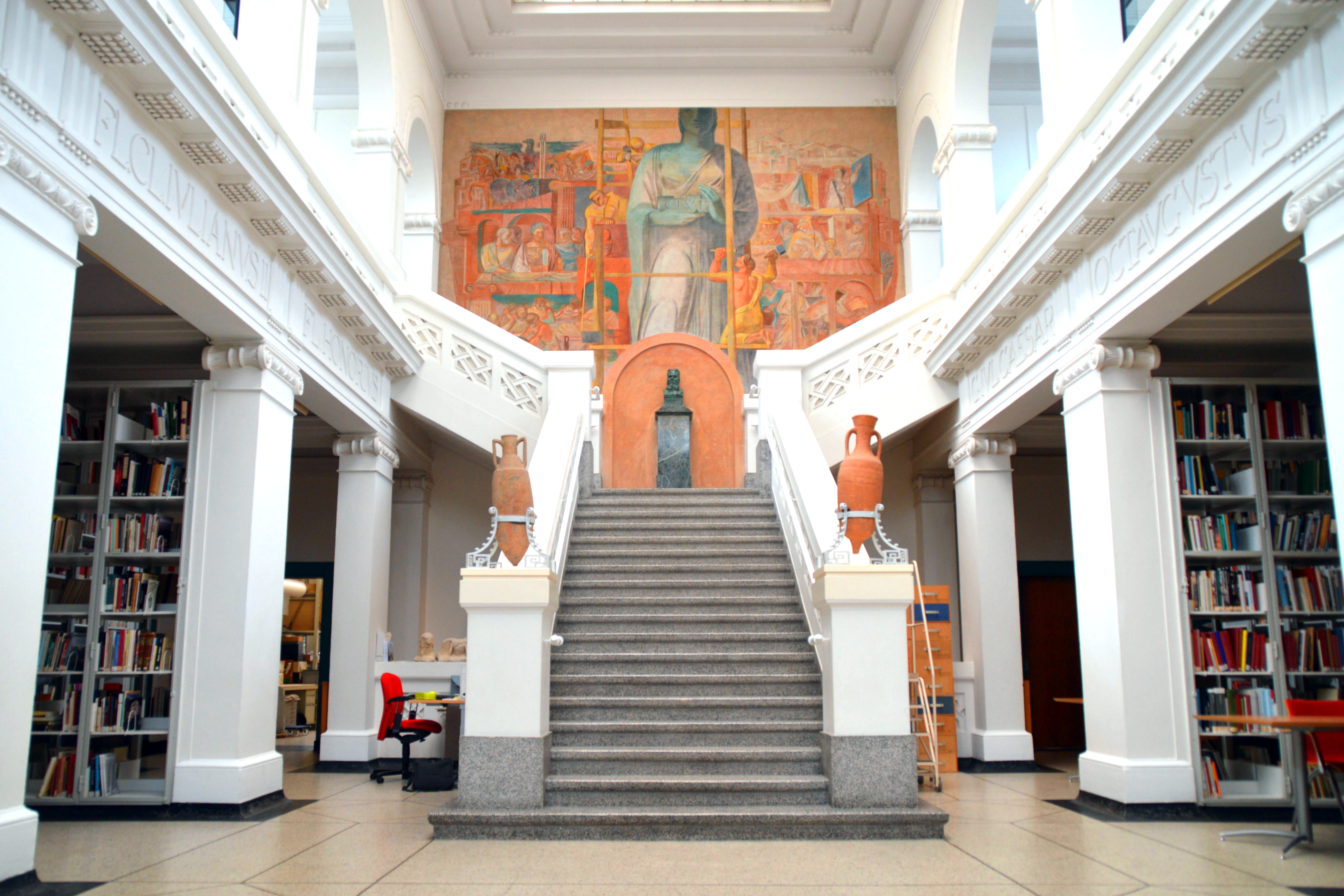
Wandschildering Museum G.M. Kam Nijmegen, 1948
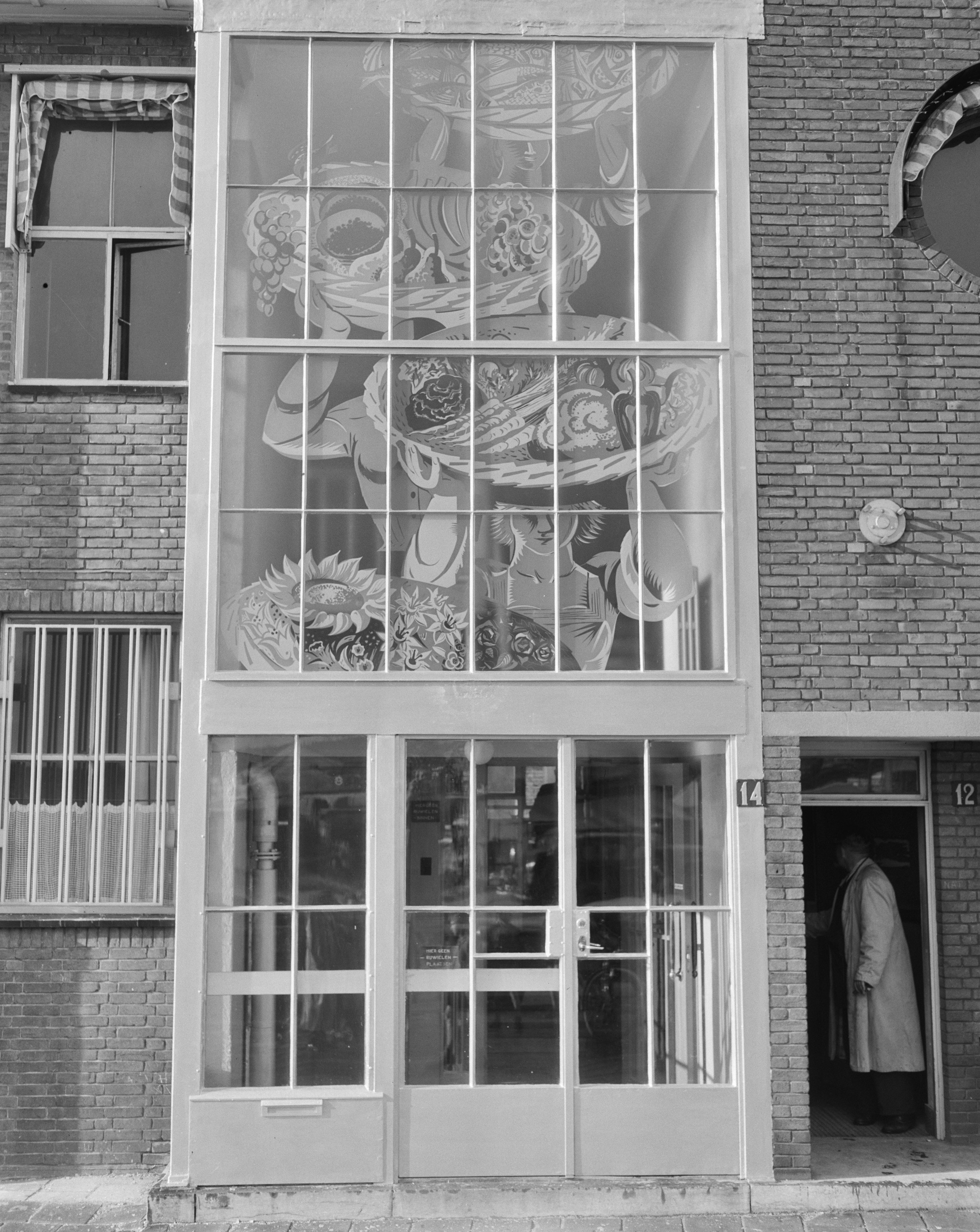
Glaswand Markthallen Amsterdam, 1960
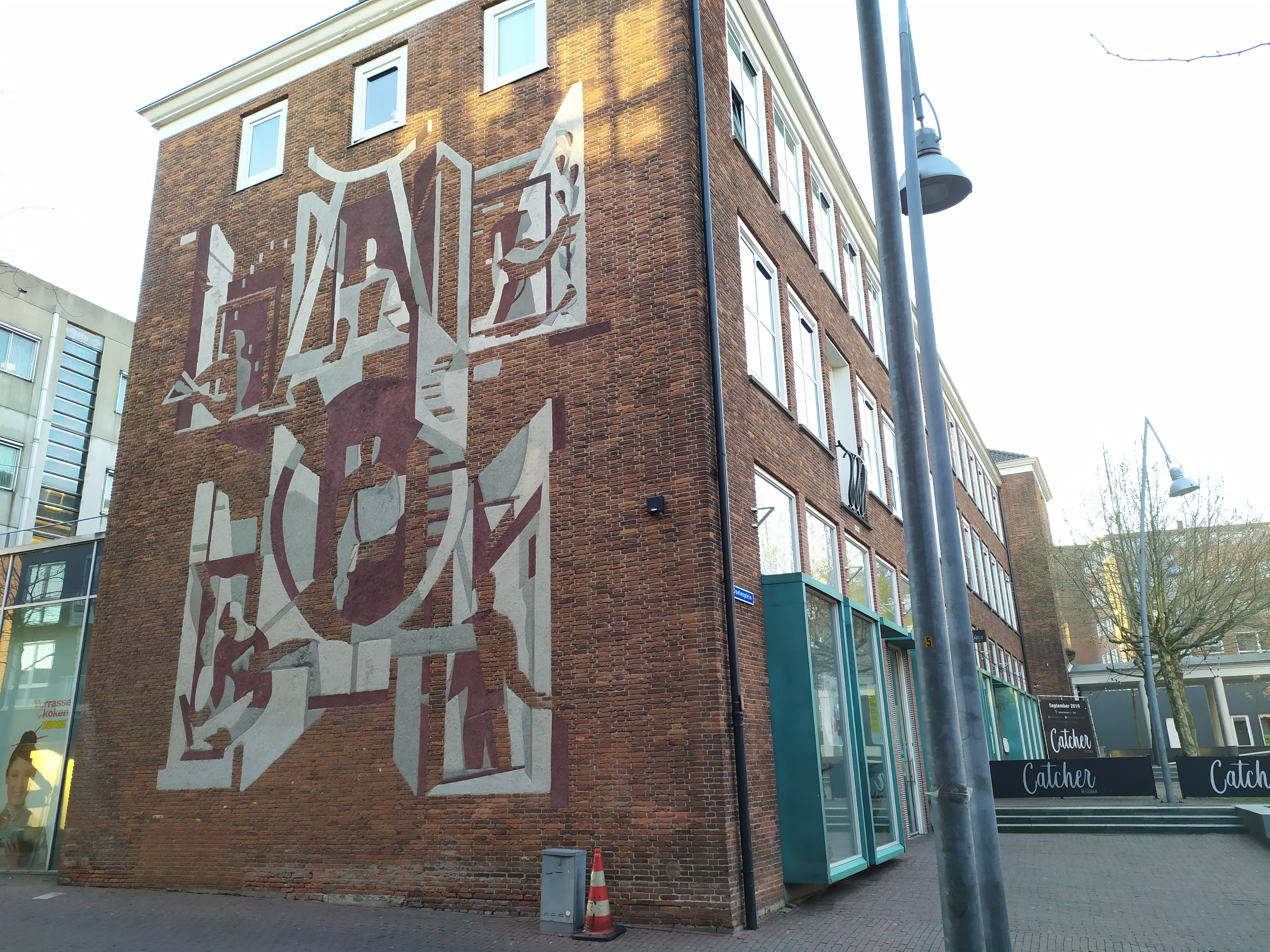
Alpha en Omega, Ede, 1964

## Bron
- Biografische gegevens bij het RKD-Nederlands Instituut voor Kunstgeschiedenis
- Website Stichting Joop Sjollema

- Biografisch Portaal: 71901885
- Digitale Bibliotheek voor de Nederlandse Letteren: sjol003
- Gemeinsame Normdatei: 174334222
- International Standard Name Identifier: 0000 0003 5810 3961
- Library of Congress Control Number: no2019119821
- Nederlandse Thesaurus van Auteursnamen: 071288309
- RKD-Nederlands Instituut voor Kunstgeschiedenis: 72909
- Union List of Artist Names: 500172378
- Virtual International Authority File: 202424339